# Chojnicki Klub Żeglarski
Chojnicki Klub Żeglarski (ChKŻ) – najstarszy polski klub żeglarski, powstały w marcu 1922 roku, 21 kwietnia 1923 roku przyjął nazwę Klub Żeglarski Chojnice, zarejestrowany jednak dopiero 18 kwietnia 1929 roku w Chojnicach. Pierwszym prezesem klubu został Otton Weiland, postać zasłużona w historii ChKŻ. 
Aktualnym komandorem klubu jest Dariusz Jasnowski.